# Hydrobiosis frater
Hydrobiosis frater là một loài Trichoptera trong họ Hydrobiosidae. Chúng phân bố ở miền Australasia.